# Маша Меріль
Марія-Магдалина Гагаріна, відома як Марія (Маша) Меріль — французька акторка театру і кіно, письменниця, продюсерка. Власниця продюсерської компанії «Machafilm».

## Життєпис
Народилася 3 вересня 1940 р.у Рабат (Марокко) у родині російського князя Володимира Гагаріна (1888—1946) і українки Марії Бельської.
Навчалася в Сорбонні на філологічному факультеті, в акторській школі Шарля Дюллена, відвідувала курси при акторській студії Л Страсберга в Нью-Йорці (1960—1962).
У 1959 дебютувала у фільмі Жерара Урі «Гаряча рука». Популярність отримала у 1964 р., виконавши головну роль у фільмі Жана-Люка Годара «Заміжня жінка». Через три роки організувала власну продюсерську компанію «Machafilm». В цей час була вагітна від Андрона Кончаловського, але зробила аборт.
18 вересня 2014 року у Олександро-Невський собор у Парижі на вулиці Дарю повінчалася з французьким композитором і музикантом Мішелем Леграном. Вінчання провів єпископ Телміський Іов (Геча).
Пізніше одружилася з італійським режисером і продюсером Джаном Вітторіо Бальді. У 43 роки князівна захопилася 33-річним актором Стефаном Фрессом. Вони прожили разом 7 років, і Меріль, за її словами, взяла на себе роль Пігмаліона, зробивши з Фресса справжнього артиста.
У 50 років дебютувала як письменниця. Марія Меріль опублікувала півтора десятка книг — романи, спогади, п'єси. Сьогодні відразу три видавництва запропонували їй повідати історію її стосунків з Мішелем Леграном. 
Незмінна учасниця популярної сатиричної радіопередачі «Розумні голови», де беруть участь відомі французькі гострослови. 

## Фільмографія
Знялася у близько 60 фільмах:
- 1962 — Відпочинок воїна
- 1962 — Гарненька брехуха — Софі
- 1963 — Хто спав на моєму ліжку?
- 1964 — Заміжня жінка
- 1965 — Нафтовий король
- 1967 — Денна красуня — Рене
- 1968 — Не шуткуйте з марсіанами
- 1968 — На зрізаному розі
- 1974 — Китайці у Парижі
- 1975 — Криваво-червоний
- 1975 — Вбивство у нічному поїзді
- 1976 — Китайська рулетка
- 1980 — Ніжні кузіни
- 1981 — Ті чи інші
- 1981 — Вітчим
- 1983 — Смертельна поїздка
- 1985 —Світ жаху Даріо Ардженто
- 1985 — Дітлахи
- 1985 — Королі жартів
- 1985 — Без даху, без закону
- 1986 — Дует для солістки
- 1991 — Гроші
- 1992 — Подвійний зір
- 1995 — Син Гасконі
- 1998 — Дочка солдата ніколи не плаче
- 1999 — Вітер пристрасті [ТВ-серіал] — Б'янка
- 2000 — Круговерть
- 2006 — Мадемуазель Жіжі
- 2009 — Трезор
- 2010 — Двоє з хвилі
- 2012 — Кохання з перешкодами

## Громадська позиція
У 2018 підтримала звернення Асоціації режисерів Франції на захист ув'язненого у Росії українського режисера Олега Сенцова